# Mistrovství ve fotbale zemí CONCACAF 1969
Mistrovství ve fotbale zemí CONCACAF 1969 bylo čtvrté mistrovství pořádané fotbalovou asociací CONCACAF. Vítězem se stala Kostarická fotbalová reprezentace.

## Kvalifikace
| Domácí v 1. zápase | Celkem | Hosté v 1. zápase | 1. zápas | 2. zápas |
| ------------------ | ------ | ----------------- | -------- | -------- |
| Haiti              | 3:0    | USA               | 2:0      | 1:0      |
| Mexiko             | 4:2    | Bermudy           | 3:0      | 1:2      |
| Jamajka            | 3:2    | Panama            | 1:1      | 2:1      |
| Honduras           | -      | Nizozemské Antily | -        | -        |
| Salvador           | -      | Trinidad a Tobago | -        | -        |

- Týmy  Honduras a  Salvador byly vyloučeny kvůli ozbrojenému vojenskému konfliktu mezi oběma zeměmi (Fotbalová válka), který vypukl po dvojzápase těchto dvou zemí v průběhu kvalifikace na MS.

## Závěrečný turnaj
| Poř. | Tým               | B | Z | V | R | P | VG | IG | +/- |
| ---- | ----------------- | - | - | - | - | - | -- | -- | --- |
| 1.   | Kostarika         | 9 | 5 | 4 | 1 | 0 | 13 | 2  | 11  |
| 2.   | Guatemala         | 8 | 5 | 3 | 2 | 0 | 10 | 2  | 8   |
| 3.   | Nizozemské Antily | 5 | 5 | 2 | 1 | 2 | 9  | 12 | -3  |
| 4.   | Mexiko            | 4 | 5 | 1 | 2 | 2 | 4  | 5  | -1  |
| 5.   | Trinidad a Tobago | 3 | 5 | 1 | 1 | 3 | 4  | 12 | -8  |
| 6.   | Jamajka           | 1 | 5 | 0 | 1 | 4 | 3  | 10 | -7  |

| 23. listopadu 1969 |     |         |           |
| Kostarika          | 3:0 | Jamajka | Kostarika |
|                    |     |         | Kostarika |

| 27. listopadu 1969 |     |                   |           |
| Guatemala          | 2:0 | Trinidad a Tobago | Kostarika |
|                    |     |                   | Kostarika |

| 27. listopadu 1969 |     |         |           |
| Mexiko             | 2:0 | Jamajka | Kostarika |
|                    |     |         | Kostarika |

| 27. listopadu 1969 |     |                   |           |
| Kostarika          | 2:1 | Nizozemské Antily | Kostarika |
|                    |     |                   | Kostarika |

| 29. listopadu 1969 |     |                   |           |
| Guatemala          | 6:1 | Nizozemské Antily | Kostarika |
|                    |     |                   | Kostarika |

| 30. listopadu 1969 |     |         |           |
| Trinidad a Tobago  | 3:2 | Jamajka | Kostarika |
|                    |     |         | Kostarika |

| 30. listopadu 1969 |     |        |           |
| Kostarika          | 2:0 | Mexiko | Kostarika |
|                    |     |        | Kostarika |

| 2. prosince 1969  |     |                   |           |
| Nizozemské Antily | 3:1 | Trinidad a Tobago | Kostarika |
|                   |     |                   | Kostarika |

| 2. prosince 1969 |     |        |           |
| Guatemala        | 1:0 | Mexiko | Kostarika |
|                  |     |        | Kostarika |

| 4. prosince 1969  |     |        |           |
| Nizozemské Antily | 2:2 | Mexiko | Kostarika |
|                   |     |        | Kostarika |

| 4. prosince 1969 |     |         |           |
| Guatemala        | 0:0 | Jamajka | Kostarika |
|                  |     |         | Kostarika |

| 4. prosince 1969 |     |                   |           |
| Kostarika        | 5:0 | Trinidad a Tobago | Kostarika |
|                  |     |                   | Kostarika |

| 6. prosince 1969  |     |         |           |
| Nizozemské Antily | 2:1 | Jamajka | Kostarika |
|                   |     |         | Kostarika |

| 7. prosince 1969 |     |                   |           |
| Mexiko           | 0:0 | Trinidad a Tobago | Kostarika |
|                  |     |                   | Kostarika |

| 7. prosince 1969 |     |           |           |
| Kostarika        | 1:1 | Guatemala | Kostarika |
|                  |     |           | Kostarika |